# Lycklig (sång)
Lycklig är en svensk sång av rockgruppen Reeperbahn; den släpptes som singel 3 november 1980. B-sidan är "Apparaten som visste för mycket."
Singeln fick ett mycket positivt mottagande i Aftonbladet när den släpptes, där den kallades för "Ytterligare två originella och fina låtar från ett av Stockholms bästa band."

## Låtlista
Text och musik: Olle Ljungström och Dan Sundquist.
1. "Lycklig" (3:52)
2. "Apparaten som visste för mycket" (3:49)